# Dubianaclia contigua
Thyrosticta contigua là một loài bướm đêm thuộc phân họ Arctiinae, họ Erebidae.